# مهرپرستی و مسیحیت
آیین مهرپرستی یا میترائیسم رومی و دین مسیحیت همانندیهای بسیاری داشته و امروزه محققان معتقدند که مسیحیت غرب چهارچوب اصلی خود را که به این دین پایداری و شکل بخشیده به مذاهب پیش از مسیحیت روم باستان از جمله میترایسم مدیون است. هر چند چگونگی و میزان این تأثیر به ویژه در بین محققان مدافع دکترین مسیحیت امروزی مورد اختلاف بوده یا کاملاً رد شده‌است. که البته قابل درک است نمیتوان از محققین یک دین انتظار داشت بنیان فکری خود را فراموش کنند و همه چیز را با دیدگاه مستقل و بی طرف ببینند. 

## زمینه
باور سنتی مبنی بر ارتباط دو آیین مسیحیت و میترایسم تا پیش از شروع میتراپژوهی معاصر بر احکام مجادله‌آمیز پدران کلیسا استوار بوده‌است. از هنگام متهم نمودن پیروان میترایسم به تقلید اهریمنی از مسیحیان توسط ژوستین در اواسط قرن دوم میلادی، این دو آئین به عنوان دو رقیب در معارضه و ستیز به هدف حکومت بر دنیای مغرب زمین، شناخته می‌شدند
 چنان‌که ارنست رنان در کتاب «مبدا مسیحیت» خود به سال ۱۸۸۲ میلادی عنوان داشت: «اگر واقعه مهلکی سد راه پیشرفت مسیحیت می‌گردید، دنیا میترایی می‌بود.» با این‌حال دانش اندکی تا به آن سال در خصوص میترائیسم وجود داشت.
در اواخر قرن نوزدهم میلادی فرانتس کومون باستان‌شناس و واژه‌شناس مشهور بلژیکی، طی اکتشافات و تحقیقات بسیار در سوریه و ترکیه، موفق به کشف نقش و نگارها و کتیبه‌هایی در بناهای تاریخی این مناطق گردید و با تکیه بر آن‌ها شباهت‌های بسیار میترایسم در غرب و آیین مزدیسنا در ایران باستان را در کتابش در اوایل سده بیستم مطرح نمود و به پدر پژوهش مدرن میترایسم شهرت یافت. بعدها پس از اکتشافات بسیار دیگر در سرزمین‌های متعلق به روم باستان با استفاده از تکنیک‌های حفاری و بازسازی مدرن در قرن بیستم، فرانتس کومون در سال ۱۹۵۴ رم پایتخت روم باستان را به خاطر اکتشافات فراوان آثار میترایی و مهرابه‌ها، در محوطه داخل و اطراف شهر، پایتخت میترایسم نامید و انبوه این اکتشافات، بر اهمیت درک رابطه آیین میترایسم و مسیحیت افزود.
میترایسم و مسیحیت همانندی‌های بسیاری داشته‌اند. تاویل و تفسیر کومون و محققان هم عقیده او از این شباهت‌ها این است که هر دو آیین میترایی و مسیحیت با خاستگاهی شرقی به هدف استیلای فرهنگی و حکومت بر جهانی پهناور، به ستیز و رقابت با یکدیگر پرداخته و در در طول چهار قرن نبرد با وجود شکست میترایسم در برابر مسیحیت، این آیین و دیگر آیین‌های رازآمیز مغلوب تمام رمق و شکل و اندیشه و چارچوب نمادها و رموز خود را به مسیحیت واگذار کردند.
برخی از این شباهت‌ها طبق نظریات او و دیگر میتراپژوهان هم‌عقیده او بدین‌سان می‌باشند: تثلیث در هر دو آیین وجود دارد. آیین‌های میترایی به‌طور مخفیانه و در سرداب‌ها تشکیل می‌شد و مهرابه‌ها نیز به شکل غار بنا شده و در آن دخمه‌ها مراسم اسرارآمیز آیین، برگزار می‌گردید. مراسم تطهیر و غسل تعمید نیز در هر دو مذهب مشترک بوده. افروختن شمع در کلیساها، نواختن ناقوس، وجود حوضچه آب مقدس در ورودی کلیساها و سرود دسته‌جمعی به همراه نواختن موسیقی از شباهت‌های مراسم میتراییسم و مسیحیت هستند. مراسم شام آخر (عشاء ربانی یا اوکاریست) و صرف نان و شراب در دو آیین مشترک است؛ دوازده مقام میترایی و دوازده فلک یاور میترا به حواریون دوازده‌گانه عیسی تغییر یافتند. روز یکشنبه (مهرشید در فارسی) به نام روز خورشید-چنانکه از نام آن پیداست- روز ویژه مهرپرستان بود که در مسیحیت نیز به همین شکل است؛ رهبانیت و ریاضت در آیین میترا وجود داشت و به مسیحیت نیز راه یافت. مسیح و مهر هر دو در رستاخیز ظهور نموده و اعمال انسان‌ها را داوری می‌کنند؛ اعتقاد به روح، جاودانگی و قیامت از موارد مشترک بوده، همانگونه که مهر میانجی میان خداوند و بشر است، مسیح نیز واسطه خدا و انسان است؛ گفته می‌شود نشان هلال ماه بالای هفت شاخه شمعدان در برخی از کلیساها موید این نظر است، از آن‌رو که ماه در آیین میترا نقش نمادین مهمی دارد؛ مقام هفتم از آیین میترا مقام پدر پدران است که به دین مسیح راه یافته و کشیشان پدران مقدس و پاپ پدر پدران نام گرفتند. مهر در برج حمل، بره به دوش دارد و عیسی نیز بره‌ای در آغوشش گرفته‌است. سرانجام روز تولد مهر یا «خورشید شکست‌ناپذیر» همان روز انقلاب زمستانی در روم، ۲۵ دسامبر بود که در سده چهارم میلادی روز میلاد مسیح تعیین شده و به عید کریسمس شهرت یافت.
هر چند امروزه محققان معتقدند که مسیحیت غرب چارچوب اصلی خود را که به این دین پایداری و شکل بخشیده به مذاهب پیش از مسیحیت روم باستان از جمله میترایسم مدیون است و برای نمونه تقویم کلیساها، بسیاری از بقایای مراسم و جشن‌های پیش از مسیحیت بخصوص  کریسمس را در خود نگاه داشته‌است.، اما تعابیر و ایده‌های فرانتس کومون مبنی بر مشتق شدن میترایسم روم از میترا در آیین مزدیسنا در ایران و برخی از تعابیر او در برگرفته شدن مفاهیم مسیحیت از میترایسم از دهه ۱۹۷۰ میلادی به بعد به شدت مورد نقد و بازبینی قرار گرفته‌است و اکنون به یکی از مسائل بسیار مجادله‌آمیز در زمینه پژوهش ادیان در دنیای روم و یونان باستان تبدیل گشته است.
چنان‌که ریچارد گوردون باستان‌شناس و میتراپژوه عضو «دومین همایش میتراپژوهی»  دربارهٔ پیدایش و تکامل میترائیسم رومی، چنین می‌نویسد: «آنچه منطقی به نظر می‌آید آن است که میترائیسم، دست‌ِکم به شکل تکامل‌یافته‌اش، تا پیش از اواسطِ قرن دوم میلادی وجودِ خارجی نداشته‌است.» 
پرفسور Edwin M. Yamauchi  تاریخ‌دان، ناستیک/عهدین/میتراییسم پژوه معاصر  و از اعضای «دومین همایش میتراپژوهی»The  هم در این‌باره می‌نویسد: «تقریبا هیچ شاهدی مبنی بر وجود این دین(میتراییسم) در غرب، مگر تا زمانی خیلی دیر، وجود ندارد و این زمان خیلی دیرتر از آن است که بتوانیم شکل‌گیری مسیحیت را تحت تأثیر میترائیسم بدانیم.»
رونالد نش در کتاب انجیل و یونانیان (The Gospel and the Greeks) دراین‌باره چنین می‌نویسد: «شکوفایی میترائیسم هنگامی رخ داد که از تاریخ اتمام متون اصلی عهد جدید مدت‌ها گذشته بود؛ هنگامی که برای تأثیرگذاری بر مسیحیتِ قرن اول خیلی دیر شده بود». این در حالی‌ست که نخستین اقدام برای بنیان نهادن مجموعه عهد جدید، احتمالاً توسط مارسیون رومی در حدود سال ۱۵۰ پس از میلاد صورت گرفته‌است و قدیمی‌ترین نوشته پیدا شده از انجیل تکه کاغذی متعلق به سالهای ۱۲۰ تا ۱۴۰ میلادی به زبان یونانی است و همچون سایر موارد یافت شده نویسنده اصلی‌اش مشخص نیست و انجیلی که متعلق به قرن نخست میلادی باشد یا به زبان آرامی (زبان عیسی و شاگردانش در فلسطین) نوشته شده باشد، موجود نیست.
همچنین Edwin M. Yamauchi از مراجع آکادمیک در زمینهٔ میترائیسم، طی مصاحبه‌ای با Lee Strobel (روزنامه‌نگار مجله شیکاگو تریبون)، دربارهٔ تاریخچه حضور میترائیسم در غرب و تأثیر آن بر مسیحیتِ، معتقد است که بیشتر آنچه دربارهٔ میترائیسم منتشر شده بر پایهٔ تئوری‌های فرانس کومون می‌باشد. کومون در سال ۱۹۰۳ کتابِ مشهورش آیین پر رمز و راز میترایی (Mysteries of Mithras) را منتشر کرد. این اثر او موجب شد تا «مرکز پژوهشی تاریخ ِادیانْ» مسیحیتِ نوخاسته (در قرن نخستین میلادی) را تأثیریافته از میترائیسم بداند. در دههٔ ۱۹۷۰ در دومین همایش میتراپژوهی که در تهران برگزار گردید، برخی محققین به انتقاد از کومون پرداختند. ریچارد گوردون انگلیسی و برخی دیگر به این نتیجه رسیدند که تئوری کومون توسط شواهد موجود، پشتیبانی نمی‌شود و تفاسیر و تحلیل‌های وی امروزه مورد بررسی قرار گرفته‌اند و تمام نقاط اصلی آن‌ها مردود اعلام شده‌اند. به عقیده این محققان برخلافِ آنچه کومون به آن باور داشت، هرچند که میترا خدایی ایرانی  بوده و شواهد مربوط به ستایش آن به قرن چهاردهم پیش از میلاد می‌رسد، اما تقریباً هیچ شاهدی مبنی بر وجود این دین در غرب، مگر تا زمانی خیلی دیر، وجود ندارد - و این زمان خیلی دیرتر از آن است که بتوانیم شکل‌گیری مسیحیت را تحت تأثیر میترائیسم بدانیم.
از جمله تفاوت‌های مسیحیت و آیین میترایسم، چندخداباوری و دوآلیسم میتراییسم، عدم حضور زن در مراسم این دین، جنگاوری میترا، به‌دنیا آمدن وی از سنگ به شکل مردی بالغ و دیگر مناسک مربوط به ادیان رازآمیز و غیر ابراهیمی است.

## تشابه های ظاهری و ساختاری خداشناسی با مسیحیت
موارد متعددی در این مورد وجود دارد. موضوع اول بشارت تولد مسیح توسط سه مغ است. تولد حضرت مسیح توسط سه "Magi" بشارت داده شده که روحانیان زرتشتی و میترایی به این نام خوانده میشدند. 

## میترایسم در مرزهای غربی ایران و راهیابی آن به روم

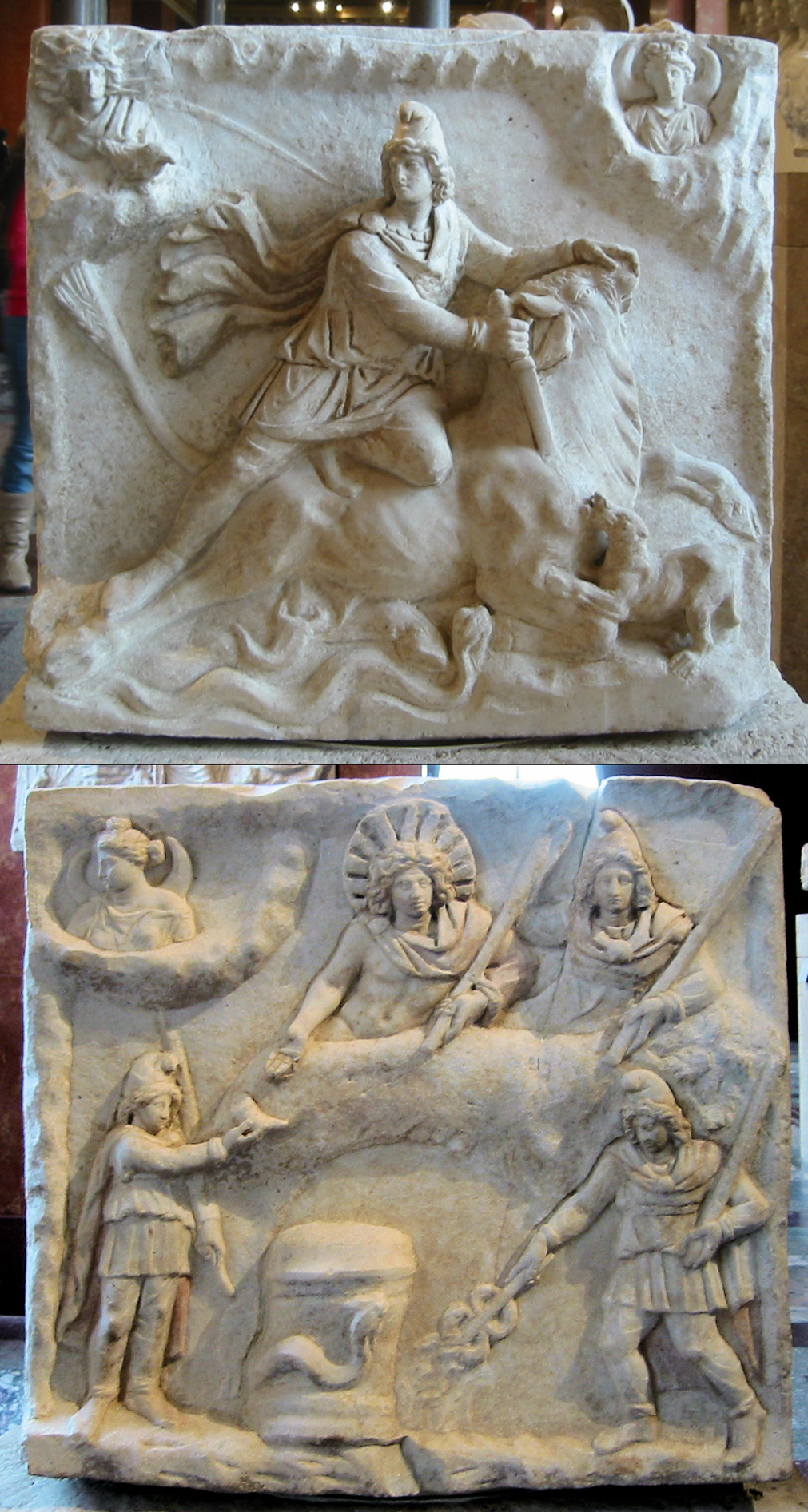
نقش میترا در پشت و روی یک کنده کاری متعلق به سده دوم یا سوم پس از میلاد.

هر چند پس از حمله اسکندر مقدونی و فتح سرزمین‌های تحت سلطه امپراتوری ایران توسط او در حدود ۳۳۰ سال پیش از میلاد، ساختار اجتماعی پیشین ایران از هم پاشید و برای مدت‌ها اثری از مهرپرستی در این سرزمین نبود، نجیب‌زادگان مناطق مختلف در سرزمین‌های غربی امپراتوری پیشین ایران، پرستش میترا یا مهر را از سرگرفتند. شاهان و نجبای مرز ایران و دنیای روم و یونان از جمله سرزمین آناتولی (آسیای صغیر) همچنان بر این کیش بودند. آنگاه که تیرداد اول شاه ارمنستان، در هنگام تاجگذاری خویش به سال ۵۷ پس از میلاد نرو امپراتور روم را حکمران بزرگ خود اعلام نمود، آداب و تشریفات مهرپرستی را به نمایش گذاشت و اعلام نمود که ایزد پیمان و دوستی، رابطهٔ دوستانه‌ای را بین ارمنیان و رومیان مقتدر برقرار نموده‌است. میتراداد یا مهرداد ششم، شاه پُنتوس، احتمالاً یک مهرپرست بوده‌است و متحدانش یعنی دریانوردان کیلیکیه در حدود ۶۷ سال پیش از میلاد، آداب و مناسک میترایی را برگزار مینمودند. همچنین آنتیوخوس یکم پادشاه کُماژن (جنوب شرق آسیای صغیر) میترا را تکریم و ستایش مینمود.
تا آغاز قرن دوم میلادی آثار کمی پیرامون میترا ایزد ایرانی در سرزمین روم یافت شده‌است در صورتی‌که که از سال 136 میلادی به بعد صدها کتیبه و سنگ‌نبشته وقف شده به این ایزد وجود دارند. شرح سبب این تجدید محبوبیت به آسانی ممکن نمی‌باشد و امروزه یک نظریه اینست که شاید آیین میتراییسم رومی توسط نابغه‌ای مذهبی که در حدود صد سال پس از میلاد میزیسته است تجدید بنا گردیده و به منظور پذیرفته شدن مناسک باستان ایرانی در سرزمین روم، تفسیر و تعبیری افلاطونی و جدید به آن بخشیده است.
میترایسم رومی در سده‌های سوم و چهارم میلادی به اوج خود رسید و به ویژه در میان سربازان رومی باورمندان بسیاری داشت. پس از گرایش کنستانتین بزرگ امپراتور روم به آیین مسیحیت که در ان هنگام گسترش یافته بود و پس از پیروزی او در نبرد به سال 312 میلادی که طی آن همه کیش‌ها و آیینهای غیرمسیحی ممنوع اعلام شد آیینهای مهرپرستی نیز در مغرب‌زمین رفته رفته از رواج افتاد. گرچه نمادها و پرستشگاه‌های آن در سراسر اروپا و مفاهیم آیین مسیحی و رفتارهای مسیحیان باقی مانده‌است.

### نظریات دیگر محققان مسیحی و عهدین پژوهان
شالوده و بنیان مسیحیت، از جمله خداشناسی و دیگر تعالیم آن به دین یهود و عهد عتیق بر می‌گردند.  مسیحیت دینی‌ست ابراهیمی. درحالیکه که میتراییسم آیینی برگرفته از میت‌های (افسانه) شرقی و شکل متاخر آن تأثیر گرفته از میت‌های غربی و عقاید افلاطونیان است.

سر نورمن اندرسون می‌نویسد؛ مسیحیت و میترائیسم دو آیین با اساسی کاملاً متفاوت می‌باشند.
Gary Lease  نیز در این‌باره چنین می‌نویسد:
پس از ۱۰۰ سالْ تلاش و پژوهش‌های مداوم، این نتیجه‌گیری که هیچ‌کدام از آیین‌های مسیحیت و میترائیسم از یکدیگر، در تکامل، انقراض یا بقای دیگری، تأثیر نگرفته‌اند، به نظر اجتناب‌ناپذیر می‌آید. بهترین توضیح و دلیل برای وجودِ باورهای هر یک از این دو آیین آن‌گاه است که هرکدام را ناشی از سرچشمهٔ هویدا و روشن خودشان در نظر بگیریم و هیچ نیازی نیست که بخواهیم یکی را به‌واسطهٔ دیگری تشریح کنیم.
L. Patterson با وجود تمام شباهتهایی بین این دو آیین و مورد توافق محققان در کتابِ «میترائیسم و مسیحیت» معتقد است هیچ ارتباطِ مستقیمی بین دو آیین مسیحیت و میترائیسم چه از نظر پیدایش آن‌ها و چه در تکاملشان، وجود ندارد.